# Wentworth (Carolina do Norte)
Wentworth é uma cidade  localizada no estado norte-americano de Carolina do Norte, no Condado de Rockingham.

## Demografia
Segundo o censo norte-americano de 2000, a sua população era de 2779 habitantes.
Em 2006, foi estimada uma população de 2786, um aumento de 7 (0.3%).

## Geografia
De acordo com o United States Census Bureau tem uma área de
37,2 km², dos quais 37,0 km² cobertos por terra e 0,2 km² cobertos por água.

## Localidades na vizinhança
O diagrama seguinte representa as localidades num raio de 24 km ao redor de Wentworth.